# 1261
Cette page concerne l'année 1261  du calendrier julien. Pour l'année 1261 av. J.-C., voir 1261 av. J.-C.
L'année 1261 est une année commune qui commence un samedi.

## Événements
- 9 juin : arrivée au Caire d'Al-Mustansir, qui se fait reconnaître comme calife en Égypte sous la protection de Baybars, qui se fait investir officiellement dans ses fonctions de sultan. Il est à l'origine de la lignée des califes abbassides du Caire, de légitimité suspecte[1].
- 11 juin : au Japon, le moine Nichiren doit fuir Kamakura et part prêcher dans la péninsule d’Izu (fin en 1263)[2].
- Septembre : le sultan Baybars accompagné du calife Al-Mustansir part du Caire pour la Syrie[1]. Baybars envisage une expédition punitive contre Bohémond VI d'Antioche et le roi arménien Hethoum à la fin de l’année. Il se heurte aux Tatars et décide d’attendre une autre occasion.

- Dès le départ de Kubilai Khan en Chine, son frère Ariq Boqa reprend Karakorum et fait front à une nouvelle attaque de Kubilai. Les deux armées s’affrontent dans le Gobi sans qu’aucune ne l’emporte[3]. Alghu, khan de Djaghataï et Qaïdu, chef de la maison d’Ögödei, se rallient à Ariq Boqa et les forces des deux partis sont sensiblement égales[4].
- Ariq Boqa, maître des territoires mongols, dépossède Orghana Qatun et fait nommer khan le petit-fils de Djaghataï, Alghu (fin en 1266), le chargeant de marcher avec son armée sur l’Amou-Daria pour empêcher que le khan mongol de Perse, Houlagou, ne vienne au secours de Kubilai. Alghu profite des hostilités entre les deux prétendants pour renforcer son indépendance[4].

- Kubilai Khan décide la construction de sa capitale à Dadu (aujourd'hui Pékin)[5].

### Europe
- Janvier : 
  - le roi de Lituanie Mindaugas, revenu au paganisme, bat les Polonais alliés aux chevaliers teutoniques à la bataille de Pocarwist, en Mazovie[6]. Il encourage le soulèvement des Prussiens qui n'est réprimé qu'en 1270[7].
  - arrêt des processions du mouvement des Flagellants, condamnés par le pape[8].
- 13 mars : traité de Nymphaeon. La république de Gênes et l'empereur de Nicée Michel VIII Paléologue font alliance[9]. Michel VIII Paléologue octroie à Gênes des privilèges commerciaux importants à Smyrne et à Constantinople (Pera et Galata) au détriment de Venise, qui perd le monopole du commerce avec la mer Noire. La guerre entre Gênes et Venise pour le commerce en mer Égée s’exacerbe (fin en 1270).
- 12 avril : une bulle du pape Alexandre IV délie le roi Henri III d'Angleterre de son serment sur les provisions d'Oxford[10].
- 25 juillet : le général Alexis Strategopoulos reprend Constantinople presque sans combats en l’absence de la flotte vénitienne[11].
- 15 août : Michel VIII Paléologue entre triomphalement dans la capitale, Constantinople, et se fait couronner à Sainte-Sophie. Il refonde l'Empire byzantin. Fin de l'Empire latin d'Orient[12].
- 29 août : début du pontificat d'Urbain IV (Jacques Pantaléon) (jusqu'en 1265)[13].
- 14 septembre[14] : couronnement à Bergen de Magnus VI de Norvège. La royauté norvégienne devient héréditaire.
- 25 décembre : l'empereur byzantin Michel VIII Paléologue renverse, emprisonne et aveugle Jean IV Lascaris, l’héritier légitime mineur, et fonde la dynastie Paléologue[15].

- Le Groenland passe sous le contrôle de la Norvège[16].
- Création du diocèse orthodoxe de Saraï, capitale de la Horde d'or[17].
- Pézenas devient une seigneurie royale[18], ce qui donne une expansion nouvelle à ses trois foires annuelles, auxquelles le roi concède de nombreux avantages, confirmant la ville dans son rôle de grand marché lainier.